# Dayton Wings
Los Dayton Wings fueron un equipo de baloncesto estadounidense con sede en Dayton, Ohio, que compitieron en la World Basketball League dos temporadas, en 1991 y 1992. Disputaban sus partidos como local en el Nutter Center, pabellón con capacidad para 10.400 espectadores.

## Historia
Los Wings, propiedad del dueño de una cadena local de alimentación, Milton Kantor, entraron en la liga como equipo en expansión en 1991. Rápidamente se convirtieron en uno de los equipos más destacados de la liga, logrando ganar su división con 36 victorias y 15 derrotas, y derrotando en las finales de la WBL a los Calgary 88's. Sus principales jugadores de aquella temporada fueron Alfredrick Hughes y el base procedente de Georgetown Perry McDonald.
Durante su segunda temporada, en 1992, el equipo alcanzó en mejor balance de la liga, con 26 victorias y 7 derrotas. Pero antes de que acabara la temporada regular, investigadores descubrieron que el fundador de la liga y el dueño de la franquicia de Youngstown Pride, Mickey Monus, había malversado alrededor de 10 millones de dólares de su cadena de farmacias para hacer frente a las pérdidas de la liga. Debido al escándalo, la liga se paralizó, y se dio como campeón a los Wings.

## Temporadas
| Temporada | Liga | Denominación | G  | P  | %    | Puesto | Play-off |
| --------- | ---- | ------------ | -- | -- | ---- | ------ | -------- |
| 1991      | WBL  | Dayton Wings | 27 | 19 | 58,7 | 5.º    | Campeón  |
| 1992      | WBL  | Dayton Wings | 29 | 22 | 56,9 | 1.º    | Campeón  |

## Jugadores destacados
- Alfredrick Hughes
- Duane Washington